# Bonestarre
Bonestarre es una localidad española perteneciente al municipio leridano de Vall de Cardós, en la comunidad autónoma de Cataluña.

## Toponimia
El nombre del lugar puede encontrarse mencionado con las grafías Bonastarre y Bonestarre.

## Historia
La localidad contaba hacia 1826 con 46 habitantes. Aparece descrita en el segundo volumen del Diccionario geográfico-estadístico de España y Portugal de Sebastián de Miñano de la siguiente manera:

BONESTARRE, L. S. de Esp., prov. de Cataluña, corregim. de Talarn, obisp. de Seo de Urgel. A. O., 10 vecinos, 46 hab., 1 parr. aneja de Anás. Sit. en terreno montuoso, y sus habitantes se dedican esclusivamente á la agricultura; conf. por el E. con Casibros, por el S. con Lauri, y por el N. con Estahon. Produce trigo, centeno y pastos. Dist. 55 hor. de Barcelona y 16 de Talarn. Contr. 947 rs. 4 mrs.
(Miñano, 1826, p. 141)

A mediados del siglo XIX, el lugar tenía contabilizada una población de 50 habitantes. Aparece descrito en el cuarto volumen del Diccionario geográfico-estadístico-histórico de España y sus posesiones de Ultramar de Pascual Madoz de la siguiente manera:

BONASTARRE: l. con ayunt. en la prov. de Lérida (31 horas), part. jud. de Sort (6 1/2), aud. terr. y c. g. de Cataluña (Barcelona 52); dióc. de Urgel (10), oficialato de Cardós: sit. en un plano inclinado que contiene 1/2 leg. de llanura, circuida por todos lados de elevadas montañas: le combaten principalmente las vientos de N. y S.; y el clima aunque frio, es bastante saludable. Tiene 8 casas y la igl. (Ntra. Sra. del Rosario), es aneja de Anás, cuyo cura la sirve. Confina el térm. N. con Estaon (1/2 hora); E. Anás (1/2 cuarto); S. Aynet, y O. con Surri (1 leg.): cruza por él muy próximo á la pobl., el arroyo llamado Rosa que nace en Estanque de Estaon 2 leg. mas arriba: á un tiro de fusil N., se halla una ermita titulada Virgen de la Llata; y no lejos de ella, una fuente de agua muy esquisita. El terreno parte llano y en mayor montuoso, es generalmente pedregoso, escabroso y de mala calidad; hallándose en él el monte llamado Puy del Tabaca, de figura piramidal, desde el cual se descubre una gran porcion de territorio. Hay un solo camino en mediano estado, que conduce al interior de la prov.: la correspondencia se recibe de la estafeta de Ribera, por espreso pagado de los fondos del comun, los domingos y jueves de cada semana. prod.: trigo, centeno, patatas, poca fruta y hortaliza, pastos de todas clases y mucha yerba: hay caza abundante de perdices y liebres y pesca de escelentes truchas: cria toda clase de ganado, el cual se esporta á varios puntos del Principado en bastante número, constituyendo su principal riqueza. pobl.: 9 vec., 50 alm. cap. imp. 11,544 reales.
(Madoz, 1846, p. 396)

La localidad, perteneciente en la actualidad al término municipal leridano de Vall de Cardós, contaba en 2021 con una población de 5 habitantes.